# Лопсан-Чимит, Монгуш Шокар-Чулдум оглу
Монгуш Шокар-Чулдум оглу Лопсан-Чимит (1888 — 31 декабря 1940) — тувинский лама и языковед. Создал тувинский алфавит на латинице на основе немецкого алфавита. Расстрелян в 1940 году.

## Биография
Родился в 1888 году в селении Ак-Алаш, входившем в Барун-Хемчикский кожуун. Учился в монастырях (хурээ) в Монголии и Тибете. Во время учёбы получил учёное звание кешпи, примерным аналогом которого является кандидат наук. Изучил астрономию, математику и географию. Владел английским, тибетским, русским, немецким, китайским, французским, итальянским и монгольским языками.
В 1921 году от Китая получила независимость Танну-Тува, и в 1927 году, в период всеобщей латинизации в СССР, в молодом государстве также было принято о решение о создании алфавита для тувинского языка на основе латинской письменности. Монгуш Лопсан-Чимитом в 1928 году была разработана тувинская письменность на основе немецкого языка. В феврале 1929 года алфавит был одобрен на заседании Политбюро ЦК ТНРП, началось его внедрение. Несмотря на критику со стороны отдельных советских языковедов (в том числе А. А. Пальмбаха), решение об одобрении алфавита Лопсан-Чимита казалось окончательным, так, посетивший Туву летом 1929 году австрийский исследователь Отто Менхен-Хельфен во время отъезда был практически уверен, что алфавит Лопсан-Чимита уже принят.
Впрочем, вскоре было принято постановление «борьбе с феодализмом и ликвидации феодалов как класса», за этим последовало решение алфавит Лопсан-Чимита отвергнуть, поскольку «привлекать лам к разработке алфавита политически нецелесообразно». Вследствие этого Лопсан-Чимит в 1930 году не смог принять участие на Учёном совете Ленинградского университета, куда был приглашён. В итоге был принят новый тюркский алфавит — «яналиф». А конце 1930-х годов начался процесс кирилизации в СССР, это коснулось и формально независимой ТНР.
В последние годы жил в Верхнем хурээ на территории Чадана. Расстрелян 31 декабря 1940 года. Реабилитирован в 1965 году.

## Труды
Написал две книги, первая книга была написана на монгольском языке, состояла из 4 глав, две из которых (3 и 4) не сохранились. Вторая, «Буква (звук) коренного слова тувинского арата», посвящена истории письменности, а также тому, как была создана письменность для тувинского языка, и почему для него не подходят русский и монгольский алфавиты.